# Jakup Mato
Jakup Halil Mato (* 16. September 1934 in Fterra im Kreis Saranda; † 30. August 2005 in Tirana) war ein albanischer Literaturkritiker und Mitglied der Akademie der Wissenschaften in Albanien.

## Leben
Nach dem Besuch des ehemaligen französischen Lyceums in Gjirokastra war Mato Lehrer und Schuldirektor im südalbanischen Dorf Kuç südlich von Vlora. 1959 schloss er ein Studium an der Universität Tirana ab.
Bis in die 1970er Jahre war er zuerst am Pädagogischen Institut und danach als Abteilungsleiter im Ministerium für Kultur und Bildungswesen tätig. Mato war danach Chefredakteur der Zeitung „Mësuesi“ (Der Lehrer) und engagierte sich im künstlerischen Bereich.
Unter anderem war Jakup Mato Leiter der Kunsthochschule in Tirana Instituti i Lartë i Arteve, heute die Universität der Künste Tirana. Zwei Mal war er Leiter des Forschungszentrums der Künste (Qendra per Studimin e Arteve) an der albanischen Akademie der Wissenschaften. Viele Jahre war Mato Lektor an der Universität von Tirana und an der Akademie der Künste für das Fach Ästhetik. Er war auch Kommissionsmitglied der Enzyklopädie der albanischen Künste.

## Werke

### Bücher
- Risi të letersisë shqipe (Novatorismus in der albanischen Literatur). Verlag Naim Frashëri, Tirana 1983
- Paradokset e satirës dhe të humorit (Paradoxien von Humor und Satire). Toena, Tirana 2000, ISBN 99927-1-267-8.
- Imazhe, kode, kumte (Bilder, Code, Botschaften). Botim i Akademisë së Shkencave, Tirana 2001, ISBN 99927-761-8-8.
- Rrjedhave të artit paraprofesionist (Auf der Spur der vorprofessionellen Kunst). Botim i Akademisë së Shkencave, Tirana 2004, ISBN 99943-614-2-2.
- Poetika e dramaturgjisë dhe mendimi estetik (Poetik der Dramaturgie und der ästhetischen Meinung). Botim i Akademisë së Shkencave, Tirana 2005, ISBN 99943-763-2-2.

### Aufsätze
- Shënime mbi vëllimin me tregime „Era e tokës“ (Bemerkungen über den Band mit der Erzählung „Duft der Erde“). Zëri i rinisë, 13. August 1966
- Shënime mbi vëllimin me tregime „Një pushkë më shumë“ (Bemerkungen über den Band mit der Erzählungen „Ein Gewehr mehr“). Nëntori, Nr. 9, 1967
- Për një pasqyrim më të thellë dhe më të gjerë të dukurive tipike (Für eine tiefere Widerspiegelung der typischen Erscheinungen). Nëntori, Nr. 9, 1969
- Prozë e shkurtër, probleme të mëdha (Kurze Prosa, große Probleme). Drita, 5. März 1967
- Detaji dhe mendimi filozofik: „Rrugëve të kantiereve“. Zëri i rinisë, 11. März 1972
- Kronikë në gur dhe disa tendenca të romanit tonë (Chronik in Stein und einige Tendenzen unseres Romans). Nëntori, Nr. 7, 1972
- Ansambli Shtetëror i Këngëve dhe Valleve Popullore shqiptare në Suedi e Norvegji (Staatsensemble für Gesang und Tanz in Schweden und Norwegen). Shqiptarja e re, Nr. 5, 1976
- Sukses i madh i artit tonë në vendet skandinave / Aktivitet i Ansamblit të Këngëve dhe Valleve Popullore (Großer Erfolg unserer Künste in skandinavischen Ländern). Zëri i popullit, 12. September 1976
- Romani Komisari Memo (Der Roman Kommissar Memo). In: Artikuj dhe studime mbi romanin. Tirana 1980
- Humori dhe satira në poezinë e I. Kadaresë (Humor und Satire in der Poesie von Ismail Kadare). Studime Filologjike, Nr. 4, 1987
- Disa tipare të satirës se Migjenit (Einige Merkmale der Satire bei Migjeni). Studime Filologjike, Nr. 3, 1988
- Përmes botës së brendëshme të personazheve. Balada e Kurbinit. Drita, 27. März 1988
- Poetika e komikës – Vlera ideoestetike të humorit e të satirës ne veprën e D. Agollit (Die Poetik des Komischen – Ideoästhetische Werte von Humor und Satire bei Dritëro Agolli). Nëntori, Nr. 6, 1988
- Folklordaki mizah ve hiciv artistik araclarinin niteligi. IV Milleterasi tuerk halk kueltuerue kongresi program ve bildiri oezetleri, Ankara 1991
- Satire kunder dhunes nacionale – Mbi vepren e R. Kelmendit (Satire gegen die nationale Gewalt – Über das Werk von Ramiz Kelmendi). Rilindja, 17. August 1995
- Instituti shqiptar për studime dhe arte (Das albanische Institut für Forschung und Kunst). Aks, Nr. 19–20, 1995
- Gjergj Fishta për artin (Gjergj Fishta für die Kunst). In: Vepra e Gjergj Fishtës. Tirana 1996
- Rreth komedive të Kristo Floqit (Über die Komödien von Kristo Floqi). In: Letërsia si e tillë. Tirana 1996
- Polemika: Konica Noli në vitet 1920–30 (Die Polemik zwischen Faik Konica und Fan Noli in den Jahren 1920–30). Pajtimi, 1997
- Miniaturat e librave te doreshkruar – vlera te medha artistike (Die Miniaturen der handgeschriebenen Bücher – Große Kunstwerte). Rilindja, 26. September 1997
- Vështrim historik mbi institucionet shkencore shqiptare. Nga idetë dhe projektet e para deri në vitin 1944 (Historischer Blick auf die wissenschaftlichen albanischen Institutionen. Von den ersten Ideen und Projekte bis ins Jahr 1944). Studime historike, Nr. 3–4, 1998
- Migrimi i të qeshurës, ose kur popujt qeshin njëlloj (Die Migration des Lachens oder wenn die Völker gleich lachen). Perla, Nr. 4, 1998
- The cultural paradoxes and the influneces on emigrants live. Krahu i shqiponjës, 15. Februar 2008 (Artikel online)